# Adda Donato
Adda Rita Donato Chico (La Paz, 25 de mayo de 1982) es una artista plástica boliviana cultora de técnicas como la pintura al óleo, acuarela y esgrafiado. La temática de su obra abarca tanto la pintura de género, el paisaje urbano y rural, la figura humana y el simbolismo en el que la artista se desenvuelve de manera más libre para la experimentación.
Estudió en la Escuela Municipal de las Artes (EMDA) de la ciudad de El Alto y en la Carrera de Artes Plásticas de la Universidad Pública de El Alto (UPEA).

## Biografía
Donato nació en el seno de una familia de artistas, principalmente músicos dedicados al folclore y música autóctona. 
En la escuela primaria descubrió su afición por la pintura en la clase de artes plásticas, asignatura que justamente era dictada por su padre, que además de ser músico era maestro de artes y pintor. 
Una vez finalizada su educación secundaria ejerció la profesión de enfermería durante un par de años hasta que ingresó al Magisterio de Bolivia para formarse como profesora; profesión que no logró ejercer debido a que se dedicó de lleno a su formación como pintora.  
Posteriormente ingresa a la EMDA de la ciudad de El Alto, donde tiene entre sus maestros al reconocido acuarelista Ricardo Pérez Alcalá. Pasando a formar parte de la primera y última generación de pintoras egresadas de la escuela, teniendo entre sus compañeras a Rosmery Mamani Ventura y Mónica Rina Mamani.  
En 2008 obtuvo el primer lugar del Concurso Nacional de Pintura Pebeo-Miyuki: 'Lo boliviano', con la pintura denominada Caducado. El montaje de la primera exposición de la artista fue parte del reconocimiento.

## Premios y distinciones
- Primer premio. Concurso Nacional de Pintura Pebeo-Miyuki 'Lo boliviano' (Bolivia, 2008).
- Primer premio. VII Concurso Nacional de Pintura (Oruro, Bolivia, 2013).
- Primer premio; Categoría pintura. 'Premio Plurinacional Eduardo Abaroa' (Bolivia, 2015).[7]
- Primer premio. 'X Salón Anual de Artes Plásticas de Oruro' (Bolivia, 2016).

## Exposiciones

### Exposiciones individuales
- "Alegorías". Salón Valerio Calles de la Asociación Boliviana de Artistas Plásticos, Oruro, Bolivia. (diciembre de 2014).[8]
- "La máquina del tiempo". Galería de arte Altamira, La Paz, Bolivia. (Del 19 de julio al 12 de agosto de 2018).
- "El silencio de las abejas". Galería de arte Altamira, La Paz, Bolivia. (del 13 de agosto al 3 de septiembre de 2019).[9]
- "Amalgama". Galería de arte del hotel Los Tajibos, Santa Cruz, Bolivia. (octubre de 2019).[10]

### Exposiciones colectivas
- "Ganadores del concurso de pintura Pebeo-Miyuki". Galería 3S Arte, Achumani, La Paz, Bolivia. (septiembre de 2008)[11]
- "Mujeres artistas del siglo XXI".  Museo costumbrista Juan de Vargas, La Paz, Bolivia. (Del 25 de marzo al 15 de abril de 2011).[12]

### Talleres
En 2015 impartió talleres en la Casa Municipal de la Cultura de Sucre.